# Mansores
Mansores es una freguesia portuguesa del concelho de Arouca, con 15,12 km² de superficie y 1.155 habitantes (2001). Su densidad de población es de 76,4 hab/km².